# Antoine de La Sale
Antoine de La Sale (* um 1385 in der Provence; † um 1460 in Châtelet-sur-Oise) war ein französischer Schriftsteller der Frührenaissance.

## Leben
La Sale entstammte einer Familie des niederen provenzalischen Adels: sein Vater war der Söldnerführer Bernardon de la Salle, seine Mutter war Perrinette Damendel, Bernadons Geliebte; Bernardon de Serres war sein Halbbruder. Er verbrachte sein Leben weitgehend im Dienst von Fürsten. So war er zunächst Page bei Herzog Ludwig II. von Anjou († 1417) und diente diesem um 1415 auch als Militär; später gehörte er (als Sekretär?) zum Gefolge von Ludwigs Sohn Herzog Ludwig III. († 1434), den er auf vielen Reisen begleitete. 1429/30 bekleidete er einen höheren Militär- und Verwaltungsposten in Arles. 1434 wurde er zum Erzieher von Jean de Calabre ernannt, des ältesten Sohnes von Herzog René I. von Anjou. Für seinen fürstlichen Zögling begann er allerlei erbauliche, lehrreiche und/oder unterhaltsame Geschichten zu schreiben, die er 1441 unter dem witzigen Titel La Salade zusammenfasste. 1438 begleitete er Herzog René auf seiner Fahrt nach Neapel, wo jener die ihm angetragene Königskrone in Besitz nahm. 1448 verließ La Sale den Dienst der Anjous und wechselte in den eines burgundischen Granden, Ludwigs von Luxemburg, Graf von Saint-Pol, von dem er zum Erzieher seiner Söhne bestellt wurde. Auch für sie schrieb er didaktisch intendierte erzählende Texte, die er 1451 unter dem Titel La Sale zusammenfasste. Als Gefolgsmann Ludwigs trat er in Beziehung zum prächtigen Hof des reichen und mächtigen Herzog Philipps des Guten von Burgund.
Seine letzten Lebensjahre verbrachte La Sale in Châtelet-sur-Oise. Hier verfasste er 1457/58 für eine Dame, die ihren Sohn verloren hatte, das Trostbuch Le Reconfort [=Trost] de Madame de Fresne. 1459 stellte er noch ein didaktisches Werk fertig: Des anciens tournois et faicts d'armes („Von einstigen Turnieren und Waffentaten“), eine Art Lehrbuch der Wappenkunde und des höfischen Zeremoniells.
Die Satire Les quinze joyes du mariage und die Novellensammlung Cent nouvelles nouvelles im Stil von Giovanni Boccaccios Decamerone, die ihm mitunter zugeschrieben wurden, sind höchstwahrscheinlich nicht von ihm.

## Le petit Jehan de Saintré
Im abgeklärten Alter von rund 70 stellte La Sale 1456 sein Hauptwerk fertig: den nicht allzu langen historischen Roman Le petit Jehan de Saintré. Das Werk, dessen Handlung Mitte des 14. Jh. spielt, berichtet relativ realistisch (im Vergleich zu den oft märchenhaften konventionellen Ritterromanen der Zeit) und mit einer deutlichen ironischen Distanz des Erzählers den Werdegang eines zunächst eher armen jungen Adeligen, der zum angesehenen Ritter aufsteigt: Jehan kommt mit 13 als Knappe an den königlichen Hof und gefällt hier einer reichen jungen Witwe, die ihn protegiert, erzieht und mit Geld ausstattet. Nachdem er zum Ritter geschlagen ist und sich in Turnieren sowohl am französischen als auch an fremden Höfen bewährt hat, wird er von ihr schließlich auch in die Künste der Liebe eingeführt. Als er aus eigenem Entschluss zu einer längeren Fahrt an den fernen kaiserlichen Hof aufbricht, zieht sich die Dame gekränkt auf ihre Güter zurück, wo sie aber bald der Liebeswerbung eines reichen und stattlichen bürgerlichen Priesters erliegt. Auf diesen stößt Jehan bei seiner Rückkehr und wird von ihm zweimal schmählich im Ringkampf besiegt. Unvorsichtigerweise lässt der Gegner sich auch auf einen Kampf mit ritterlichen Waffen ein, wo Jehan ihn seinerseits besiegen und demütigen kann. Danach rächt er sich an der Dame, indem er am Hof ihr wenig standesgemäßes Verhältnis mit dem bürgerlichen Priester bekannt macht. Dieser allerdings setzt, von seinen Wunden rasch genesen, sein Verhältnis fort.
La Sales Saintré gilt heute als einer der besten und interessantesten literarischen Texte seiner Zeit, ja als erster moderner Roman; er erfuhr offenbar aber erst gegen Ende des 15. und Anfang des 16. Jh. eine gewisse Verbreitung in gedruckten Ausgaben, die vermutlich von einem überwiegend bürgerlichen Publikum gelesen wurden.

## Ausgaben
- Jehan de Saintré. Hrsg. von Joël Blanchard, übersetzt von Michel Quéreuil. Livre de poche, Paris 1995.
- Œuvres Complètes. Hrsg. von Fernand Desonay. 2 Bände. E. Droz, Paris 1935–41.

Übersetzungen:
- Gesammelte Werke des Antoine de La Sale. AsklepiosMedia, Dinslaken 2014, ISBN 978-3-7339-0464-7 (E-Book).
- Lasterhafte Mönche und Nonnen : Erotische Erzählungen. Heyne, München 1979, ISBN 3-453-50153-5.
- Die fünfzehn Freuden der Ehe und ihre Fortsetzung. Die sechzehnte Freude der Ehe. Übersetzt aus dem Mittelfranzösischen und mit einem Nachwort versehen von Claudia Probst. Kulturverlag Kadmos, Berlin 2004, ISBN 3-931659-49-6 (zugeschrieben).
- Die hundert neuen Novellen. 2 Bände. Georg Müller, München 1907 (zugeschrieben).